# Christoph Joachim Bucholtz
Christoph Joachim Bucholtz (auch: Buchholtz, Bucholtzer; * 25. November 1607 in Schöningen; † 5. Dezember 1679 in Hameln) war ein deutscher Rechtswissenschaftler und Bürgermeister von Hameln.

## Leben
Bucholtz war der Zwillingsbruder des Theologen Andreas Heinrich Bucholtz sowie ein Sohn des Superintendenten von Schöningen Joachim Bucholtz (* in Brandenburg/Havel; † 8. März 1622 in Hameln) und dessen Frau Elisabeth Praetorius (* Frankfurt/Oder; † 11. Februar 1642 in Hameln). Nach anfänglichem Privatunterricht besuchte er ab 1618 die Schule in Hameln. Nach dem Tod des Vaters wurde er mit seinem Bruder nach Brandenburg an der Havel geschickt, wo sich um die Erziehung der Kinder sein Stiefgroßvater, der dortige Superintendent Joachim Garcaeus, kümmerte und beide die dortige Schule besuchten. Nachdem seine Großmutter gestorben war, besuchte er ab 1624 die Schule in Magdeburg, die unter der Leitung des Rektors Sigismund Evenius stand. Da ihm aber das dortige Klima nicht behagte, kehrte er im Juni desselben Jahres nach Hameln zurück und ging kurz darauf nach Herford.
Gemeinsam mit seinem Bruder bezog er am 19. September 1627 die Universität Wittenberg, wo er einige Disputationen absolvierte, wegen des Dreißigjährigen Krieges aber 1631 nach Hameln zurückkehren musste. 1634 zog er an die Universität Helmstedt, wo er am 7. Juli 1636 zum Doktor der Rechte promovierte. Danach arbeitete er als Anwalt in Herford, zog 1638 erneut nach Hameln und wurde 1641 ordentlicher Professor der Rechte an der Universität Rinteln. In letzterer Aufgabe erledigte er zahlreiche Aufgaben als fürstlich hessischer Rat und Kanzleidirektor von Schaumburg. Zudem beteiligte er sich auch an den organisatorischen Aufgaben der Hochschule. So war er mehrmals Rektor der Bildungseinrichtung und Dekan der Rintelner Juristenfakultät. 1663 legte er seine Professur nieder und kehrte als Syndikus wieder nach Hameln zurück. Hier wurde er 1667 erstmals Bürgermeister, welche Aufgabe er weitere fünf Mal ausübte.

## Familie
Bucholtz war zwei Mal verheiratet. Seine erste Ehe schloss er 1636 in Herford mit Anna Bergmann († 1. Januar 1655 in Rinteln), der Tochter des Juristen und Bürgermeisters in Herford Johann Bergmann. Aus der Ehe stammten 17 Kinder, wovon 10 Kinder jung verstarben. Den Vater überlebten sechs Töchter und ein Sohn. Seine zweite Ehe ging er 1656 mit Sophia von Dembter († 1677) ein, der Tochter des Bürgermeisters von Hameln Tobias von Dembter und Witwe des Juristen Burchard Vorenwaldt. Von den Kindern kennt man:
- Christoph Joachim Bucholtz, Jurist
- Anna Maria Bucholtz, ⚭ mit dem Juristen und Dr. jur. Anton Christian Erp-Brockhausen
- Anna Helena Bucholtz
- Clara Agnese Bucholtz, ⚭ mit dem Pfarrer in Hameln Henrich Günther Erp-Brockhausen († 22. Oktober 1679 in Hameln)
- Catharina Elisabeth Bucholtz, ⚭ mit dem Juristen Lic. jur. Andreas Günther Hientzke (Hintzke)
- Catharina Oesterheld Bucholtz (1650–1715)
- Agnes Amalia Bucholtz, ⚭ mit dem fürstlich braunschweigisch-lüneburgischen Kontributions- und Proviantverwalter Georg Christoph Hoffmann

## Werke (Auswahl)
- Oratio de statu Academiae Ernestinae. Rinteln 1644.
- Oratio funebris in obitum Hedwigis Hass. Landg. Rinteln 1644.
- Diss. de procuratoribus et defensoribus. Rinteln 1644.
- Diss. de usucapionibus et praescriptionibus. Rinteln 1645.
- Oratio funebris in obitum Elisabethae Comit. Holsatiae, Schawenb. et Sternb. una cum Elisabetha Com. Schawenb. in prima infantia extincta- eodem funere terrae mandata. Rinteln 1646.
- Collegium institutt. imperial. disputatt. exhib. Rinteln 1646.
- Disp. de juramentis. Rinteln 1647.
- Disp. exhibens symopticam delineationem successionis feudalis. Rinteln 1650.
- Responsum juris pro matrimonio principis cum defunctae uxoris sorore contracto. Rinteln 1651.
- Adsertio responsi contra J. O. Taborem et Mich. Havemannum. Rinteln 1659.
- Examen adsertionis seponsi non Mosis, sed Michaelis Havemanni contra matrimonnium cum defunctae uxoris sorore, quo omnibus argumentis contraiis ordine rejectis, nec a Mose, nec a natura istas et id genus alias nuptias prohibitas esse, solide demonstratur. Bremen 1662.
- Vindiciae secundum dispensationem matrimonii cum defunctae uxoris sorore, ad infelici defensione Mosaica Mich. Havemanni liberatam; cum appendice ad speculum propinquitastis conjugalis Matthiae Bugaei. Helmstedt 1669.
- Epistola ad Rectorem et Professores academiae Wittenbergensis, contra Aegid. Strauch, Hameln 1669.
- Kehr ab der kurzen Erinnerung und Berichts Aegid. Strauchs zu Wittenberg, so weit er die löbl. Juristen-Fakultät zu Rinteln und mich C. J. Bucholtzen darinn ganz unschuldig beschuldigt und verleumdet. Rinteln 1669.
- Gründlicher Beweiß, daß der Kehr ab Strauchischer Erinnerungen und Berichts noch fest stehe und D. C. J. Bucholtz von D. Ae. Strauchen zur Ungebühe und unschuldig verläumdet worden. Rinteln 1669.
- Abgenötigte Remonstration der elenden ignoranz und groben Schmähsucht D. Ae. Strauchs, samt gründlicher Ablehnung dero mir von ihm verleumderlich beygemessenen Verstockung. Rinteln 1669.
- Memoria meritorum Amaliae Elisabethae Hass. Landgr. Rinteln 1652.
- Diss. de jure congrui. Rinteln 1654.
- Diss. de jure possessionis. Rinteln 1655.
- Diss. de pignoribus tam inter status imperii solos quam inter statum imperii et mediatum sive inter solos mediatos. Rinteln 1657, Jena 1730.
- Diss. de exceptionibus. Rinteln 1657.
- Diss. de inventario haeredis legali. Rinteln 1657
- Diss. de donatione inter vivos. Rinteln 1657.
- Diss. de operis novi nunciatione. Rinteln 1658.
- Diss. ad L. Aquiliam. Rinteln 1660.

## Weblink
- Werke von und über Christoph Joachim Bucholtz in der Deutschen Digitalen Bibliothek

| Personendaten    | Personendaten                                                |
| ---------------- | ------------------------------------------------------------ |
| NAME             | Bucholtz, Christoph Joachim                                  |
| ALTERNATIVNAMEN  | Buchholtz, Christoph Joachim; Bucholtzer, Christoph Joachim  |
| KURZBESCHREIBUNG | deutscher Rechtswissenschaftler und Bürgermeister von Hameln |
| GEBURTSDATUM     | 25. November 1607                                            |
| GEBURTSORT       | Schöningen                                                   |
| STERBEDATUM      | 5. Dezember 1679                                             |
| STERBEORT        | Hameln                                                       |